# Обеста
Обеста́ — деревня в Рыльском районе Курской области. Входит в состав Крупецкого сельсовета.

## География
Деревня находится в 132 км западнее Курска, в 28,5 км западнее районного центра — города Рыльск, в 5 км от центра сельсовета — Крупец. Через деревню протекает одноимённая река, которая идет на территорию Украины, и впадает в реку Клевень, который, в свою очередь, является правым притоком Сейма.
Климат
Обеста, как и весь район, расположена в поясе умеренно континентального климата с тёплым летом и относительно тёплой зимой (Dfb в классификации Кёппена).
| Показатель                                                                   | Янв. | Фев. | Март | Апр. | Май  | Июнь | Июль | Авг. | Сен. | Окт. | Нояб. | Дек. | Год  |
| ---------------------------------------------------------------------------- | ---- | ---- | ---- | ---- | ---- | ---- | ---- | ---- | ---- | ---- | ----- | ---- | ---- |
| Средний суточный максимум, °C                                                | −3,7 | −2,6 | 3,3  | 13,2 | 19,5 | 22,8 | 25,1 | 24,4 | 18,2 | 10,7 | 3,7   | −0,9 | 11,1 |
| Средняя температура, °C                                                      | −5,7 | −5,1 | −0,2 | 8,5  | 14,8 | 18,5 | 20,8 | 19,9 | 14,1 | 7,4  | 1,5   | −2,8 | 7,6  |
| Средний суточный минимум, °C                                                 | −8,1 | −8,2 | −4,2 | 3,1  | 9,3  | 13,2 | 15,9 | 14,8 | 9,9  | 4,1  | −0,7  | −4,9 | 3,7  |
| Норма осадков, мм                                                            | 50   | 44   | 48   | 50   | 63   | 70   | 88   | 54   | 59   | 53   | 50    | 50   | 679  |
| Источник: Погода по месяцам c ru.climate-data.org(дата обращения: Июнь 2021) |      |      |      |      |      |      |      |      |      |      |       |      |      |

## История
Территория, на которой располагается деревня, заселена людьми издавна. Коренные жители этих мест — потомки вятичей и северян.
Обеста находится на территории, пожалованной Петром I во владение гетману Ивану Мазепе в начале XVIII века. После предательства Мазепы, Пётр в 1703 году даровал своим указом все владения гетмана князю А. Д. Меншикову. В 1728 году курские владения Меншикова были приписаны к комнате императрицы Евдокии Фёдоровне, а после её кончины в 1731 году приписаны к императорскому дворцу. Императрица Анна Иоановна в 1732 году пожаловала все бывшие владения Меншикова в Курской губернии вице-адмиралу, генерал-инспектору флота графу Н. Ф. Головину, который передал эти земли по наследству своей дочери, Наталье Николаевне, которая была замужем за Ревельским губернатором, генерал-аншефом принцем Гольштейн-Бекским.
Курские владения Мазепы в конце концов оказались в собственности дочери Головиной и принца Гольштейн-Бекского, Екатерины Петровны и её мужа, Ивана Сергеевича Барятинского. Таким образом, эти земли стали принадлежать древнему русскому роду князей Барятинских вплоть до отмены крепостного права.
До Октябрьской революции и административной реформы входила в Крупецкую волость Путивльского уезда, затем в состав ныне упразднённого Крупецкого района.
1796 год
В деревню начинают поселять крестьян из соседних сёл — Крупца, Студенка и Ивановского, а также деревень Воронка и Нехаевки.
1858 год
В деревне проживает около 600 человек, из них 299 мужчин.
1862 год
По данным «Списков населённых мест Курской губернии» — владетельная деревня в 50 верстах от Путивля. Население — 617 человек: 297 мужчин и 320 женщин (63 двора).
1884 год
В «Сборнике статистических сведений по Курской губернии» приведены данные по деревне Обеста (Абеста).
Население:
В 137 дворах проживает 905 человек (451 мужчина и 454 женщины), из них:
- Безнадельное: 6 дворов, 24 человека (11 мужчин, 13 женщин);
- Приезжие: 9 человек (6 мужчин, 3 женщины);
- Домохозяева: 6 человек с 24 душами (11 мужчин и 13 женщин), 6 домовых.

По числу работников:
- без работника: 8 семей с 30 детьми;
- с 1 работником: 73 семьи с 392 детьми;
- с 2—3 работниками: 46 семей с 355 детьми;
- более 3 работников: 10 семей со 128 детьми.

Грамотность:
- грамотные: 62 человека (все — мужчины);
- учащиеся: 24 человека (23 мальчика и 1) девочка;
- число семей с грамотными/учащимися: 49 семей — с грамотными, 23 семьи — с учащимися.

Промыслы:

- число семей, занимающихся промыслом — 97;
- местные промыслы — 80 мужчин;
- отхожие промыслы — 47 мужчин;
- работники свекловичных плантаций — 104 женщины.

Хозяйство
Скотоводство:
- лошадей рабочих: 252
- жеребят: 59
- коров: 121
- телят: 99
- овец: 208
- свиней: 181

Постройки:
- избы: 133
- промышленные заведения: 4
- трактиры и кабаки: 2

1892 год
По данным «Памятной книжки Курской губернии» деревня Обеста находится в Крупецкой волости 4-го стана Путивльского уезда Курской губернии. Население села — 1039 человека (515 мужчин и 524 женщины).
1897 год
По данным Переписи населения Российской Империи в деревне проживает 968 человек (431 мужчина и 537 женщин). Всё население Обесты — православные христиане.
Жители деревни входили в приход Покровского храма в селе Крупец. В этом же селе деревенские дети посещали школу.
1941-1943 годы
В начале Великой Отечественной войны (1941 год) немцы оккупировали деревню и другие близлежащие пункты Крупецкого района. В это время в районе действовал партизанский отряд имени Чапаева.
В сентябре 1943 года район был полностью освобожден от немецкой оккупации.

## Население
| 2002 | 2010 |
| ---- | ---- |
| 372  | ↘230 |

## Инфраструктура
Личное подсобное хозяйство. Школа. В деревне 195 домов.

## Транспорт
Обеста находится в 2,5 км от автодороги регионального значения 38К-017 (Курск — Льгов — Рыльск — граница с Украиной), на автодороге межмуниципального значения 38Н-367 (38К-017 — Обеста), в 5 км от ближайшей ж/д станции Крупец (линия Хутор-Михайловский — Ворожба).
В 195 км от аэропорта имени В. Г. Шухова (недалеко от Белгорода).

## Достопримечательности
- Развернутая книга (памятник)